# Joy Buolamwini
Joy Adowaa Buolamwini (Edmonton, 1989) es una informática y activista digital ghanesa-estadounidense que trabaja para en el MIT Media Lab. Fundó la Algorithmic Justice League, una organización que buscaba desafiar el sesgo del software en la toma de decisiones.

## Infancia y educación
Buolamwini nació en Canadá, creció en Misisipi y asistió al Instituto Cordova. A los 9 años, basándose en el Robot Kismet, del Instituto de Tecnología de Massachusetts (MIT), y aprendió de manera autodidacta XHTML, Javascript y PHP. Fue saltadora de pértiga profesional.
Como universitaria, Buolamwini estudió informática en el Instituto de Tecnología de Georgia, donde investigó informática médica. Fue becada en el Programa de Becas Stamps President's Scholar en el Instituto de Tecnología de Georgia en 2012, y fue la finalista más joven del Premio de Tech InVenture de Georgia en 2009.
Consiguió las becas Rhodes, Fulbright, Stamps, Astronaut y la del Instituto Anita Borg. Como becaria de Rhodes, estudió educación y tecnología en la Universidad de Oxford. Durante su beca, participó en el primer Servicio del Año, trabajando en proyectos para la comunidad.  Se licenció por el MIT en 2017 con una investigación supervisada por el ciberactivista Ethan Zuckerman.

## Carrera e investigación
En 2011, formó parte del programa Tracoma en el Centro Carter, para desarrollar un sistema de diagnóstico en Etiopía basado en Android para ayudar en la erradicación de la enfermedad en todo el mundo.

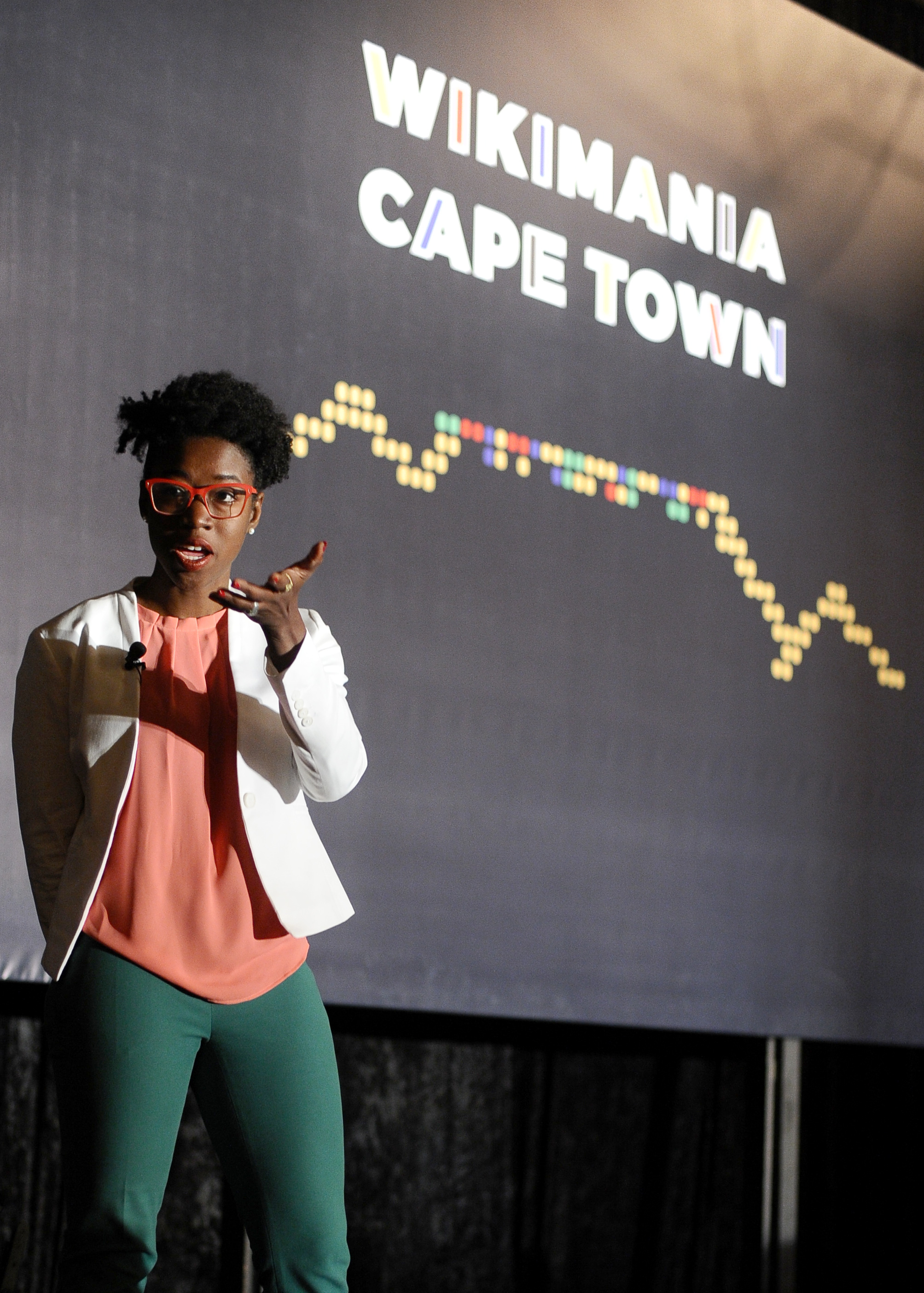
Joy Buolamwini en Wikimania 2018 en Ciudad del Cabo

Durante su beca del Programa Fulbright en 2013, Buolamwini trabajó con informáticos locales en Zambia para empoderar a los jóvenes de Zambia para convertirse en creadores de tecnología. El 14 de septiembre de 2016, Buolamwini compareció en la cumbre Computer Science for All en la Casa Blanca.
Como investigadora en el MIT Media Lab, identificó el sesgo en los algoritmos y desarrolló una política de responsabilidad durante su diseño; en el MIT, Buolamwini es miembro del Centro de Medios Cívicos de Ethan Zuckerman. Durante su investigación, Buolamwini descubrió que los sistemas de reconocimiento facial tenían dificultades para identificar a las mujeres de piel oscura, preguntando al software identificar hombre o mujeres a partir de 1.000 caras. Su proyecto, Sombras de Género, atrajo la atención de importantes medios de comunicación y formó parte de su tesis en el MIT. Su publicación de 2018, Gender Shades: Intersectional Accuracy Disparities in Commercial Gender Classification, logró la reacción de IBM y Microsoft, quienes rápidamente mejoraron su software. También creó el Espejo de las Aspiraraciones, un dispositivo que te muestra un reflejo de ti mismo a partir de aquello que te inspira. Su programa, Liga de Justicia Algorítmica, denuncia el sesgo en el código que puede llevar a la discriminación de grupos minoritarios. Ha creado dos películas, 'Code4Rights' y 'Liga de Justicia Algorítmica: Desenmascarando Sesgo'. Es Jefa de Tecnología en Techturized Inc., un compañía tecnológica de cuidado capilar.
"Coded Bias" es un documental dirigido por Shalini Kantayya que presenta la investigación de Buolamwini sobre las inexactitudes de la inteligencia artificial en la tecnología de reconocimiento facial y el software de evaluación automatizada. La película destaca cómo los sistemas de reconocimiento facial pueden causar problemas para ciertos grupos porque a menudo no reconocen a todos por igual. A medida que las empresas utilizan más aprendizaje automático, los algoritmos discutidos tienen una influencia sustancial sobre la información que percibimos, determinando a las personas que navegan con éxito a través de procesos de contratación automatizados, aquellos que tienen acceso a la atención médica y aquellos que están sujetos a un escrutinio más riguroso dentro del sistema policial.

## Reconocimientos
En 2017, Buolamwini obtuvo el gran premio  en la categoría profesional en la competición Search for Hidden Figures, por la película Hidden Figures en diciembre de 2016. El concurso, patrocinado por PepsiCo y 21st Century Fox, buscaba "dar visibilidad a la próxima generación de mujeres líderes en ciencia, tecnología, ingeniería y matemáticas," y atrajo 7300 inscripciones de mujeres jóvenes de los Estados Unidos.
Dio una charla TEDx en Beacon Street titulada 'Cómo estoy luchando con el sesgo en los algoritmos'. En 2018 apareció en la Hora Radiofónica TED. Fue incluida en la lista Amy Poehler's Smart Girls en 2018. La revista Fast Company la nombró una de las cuatro "heroínas del diseño defensoras de la democracia on-line". Fue nombrada una de las 100 Mujeres de BBC en 2018. En 2018 fue incluida como una de las 50 mujeres de la tecnología más importantes de América por la revista Forbes.

## Vida personal
Buolamwini ha vivido en Ghana, Barcelona, Memphis y Atlanta.